# براندون ألين (لاعب كرة قدم أمريكية)
براندون ألين (بالإنجليزية: Brandon Allen) هو لاعب كرة قدم أمريكية أمريكي، ولد في 5 سبتمبر 1992 في فايتفيل في الولايات المتحدة.

## وصلات خارجية
- براندون ألين على موقع إي إس بي إن.كوم (أن.أف.أل)3
- براندون ألين على موقع مرجع كرة القدم المحترفة.كوم (الإنجليزية)
- براندون ألين على موقع كلية كرة القدم في سبورتس رفرنس.كوم (الإنجليزية)